# Felip (músico)
Felip Jhon Suson (Pagadian, 12 de janeiro de 1997), conhecido mononimamente como Felip ou pelo nome artístico Ken, é um cantor, compositor, rapper, dançarino, produtor e empresário filipino. Ele é membro da boy band filipina SB19, que estreou em outubro de 2018. Felip é reconhecido por seu amplo alcance vocal, voz grave e marcante e senso de estilo.
Felip começou a usar seu nome para assinar seus projetos solo a partir do lançamento de seu primeiro single solo "Palayo" em 2021. Ele lançou outro single intitulado "Bulan" em 2022 antes de lançar seu primeiro EP solo Complex em 2023. Em 2024, lançou seu primeiro álbum "7sins". O cantor explora gêneros diversos, como R&B, Hip-Hop e Pop/Rock. Ele continua a usar o nome Ken em atividades em grupo, com SB19.

## Início da vida e educação
Felip Jhon Suson nasceu em 12 de janeiro de 1997, na pequena cidade de Pagadian, Zamboanga del Sur. Ele tem raízes bisdak (Cebuano) e Ilocano. Ele foi criado pelos avós em Lakewood, Zamboanga del Sur, já que, durante sua infância, seus pais moravam e trabalhavam na Malásia, para sustentar a família, que lidava com pobreza e dificuldades. O pai e o avô de Felip são pastores, e o amor deles pela música gospel inspirou sua própria paixão pela música. A influência do tio, que toca muitos instrumentos musicais, levou-o a aprender a tocar vários instrumentos desde cedo. Ele começou a dançar quando lhe foi exigido para realizar um projeto escolar. Felip estudou arquitetura no Cagayan de Oro College antes de começar sua carreira musical. Após se juntar à banda, ele foi transferido para o Instituto Tecnológico das Filipinas.

## Carreira

### 2018–presente: SB19
A ShowBT Philippines, uma subsidiária da empresa coreana ShowBT, conduziu uma busca por talentos que levaria à formação da banda SB19. Duas semanas após Felip enviar sua audição em vídeo, ele foi convidado para treinar em Manila. Ele abandonou a escola e deixou sua cidade natal, o que seus pais inicialmente desaprovaram. Sem dinheiro, seu colega de grupo Josh ajudou a custear sua passagem para a cidade grande e, ao chegar, ficou hospedado na casa de uma tia. “Foi uma decisão difícil”, disse ele mais tarde ao South China Morning Post, “mas tive de fazê-lo porque dançar é o que realmente amo”.
Os cinco membros do SB19 foram selecionados em 2016, após passarem por um treinamento diário extenuante em um campo de treinamento. O processo de treinamento deles foi amplamente inspirado no K-pop, embora tenha sido marcado por dificuldades, negligência e pouca perspectiva de sucesso. Felip estreou como Ken, o dançarino principal, vocalista principal e rapper da banda, em outubro de 2018. Naquele ano, o SB19 lançou seu single de estreia, "Tilaluha", seguido de "Go Up", só que nenhum dos lançamentos causou muito impacto. O líder do SB19, Sejun (agora Pablo), disse que a banda começou a ficar desanimada depois de treinar tanto, mas receber pouca atenção. O grupo já havia considerado se separar, mas o vídeo de ensaio de dança para a música "Go Up" se tornou viral em 2019, levando Pablo a chamá-la de "música de redenção". SB19 lançou um terceiro single, "Alab (Burning)", antes de seu primeiro álbum de estúdio Get in the Zone ser lançado em 31 de julho de 2020. Contendo seus três singles anteriores, Get in the Zone foi muito aguardado por sua nova base de fãs, que foi apelidada de A'TIN (pronuncia-se 'ei-tin', como dezoito em inglês). O Philippine Daily Inquirer escreveu mais tarde que o SB19 se tornou o líder da indústria do Pinoy pop (P-pop).

### 2021–2022: Singles solo
Em abril de 2021, o SB19 se tornou o primeiro grupo filipino a ser indicado ao Billboard Music Award, quando se tornou um concorrente na categoria votada pelos fãs de Melhor Artista Social. Na mesma época, Felip estava de luto em sua cidade natal, após a morte de sua avó. Em 22 de julho de 2021, a banda lançou seu primeiro extended play (EP) Pagsibol. O SB19 começou agosto com o show online "Back in the Zone". Durante o concerto, Felip estreou a música original " Palayo" em uma apresentação solo. Sua roupa, um top de renda vermelha combinado com calças de cintura alta, chamou a atenção nas redes sociais.
Em agosto, Felip participou de um remix da música "Pangga" do rapper filipino Matthaios. Em 18 de setembro, Felip lançou oficialmente "Palayo" como seu primeiro single solo, junto com o videoclipe. Ele escreveu e compôs a faixa lenta de R&B — uma mudança drástica do estilo até então pop energético do SB19 — sobre alguém se afastando de um relacionamento, com letras em cebuano, filipino e inglês. Usando o monônimo Felip para seus projetos solo, Felip foi o primeiro membro do SB19 a iniciar uma carreira solo. Seus fãs eram apelidados de sisiws. Em 26 de novembro, Felip lançou sua linha de roupas Superior Son, que esgotou rapidamente.
Em 28 de maio de 2022, Felip lançou o single "Bulan", junto com o videoclipe. A canção foi escrita por Felip, que compôs a melodia, e descrita por Shia Lagarde, da GMA News, como tendo um "som mais experimental e agressivo", influenciado pelo rock e hip-hop, do que "Palayo". Tanto a música quanto o videoclipe foram inspirados na mitologia filipina; ele usou a história de Bulan, Haliya e Bakunawa como uma metáfora para a mentalidade de caranguejo. A melodia e os cantos do single foram inspirados na música ritual indígena. Em novembro de 2022, Felip foi nomeado "Artista Revelação do Ano" no 8º Wish 107.5 Music Awards.

### 2023:ComplexoePagtatag!
Felip começou a produção de seu primeiro EP solo enquanto estava na WYAT (Where You At) Tour, a primeira turnê mundial do SB19, no final de 2022; ele escreveu algumas das letras durante os voos. Felip lançou o single principal "Rocksta" em 19 de janeiro de 2023, junto com seu videoclipe em preto e branco. Em 3 de fevereiro, seu primeiro EP Complex foi lançado pela Warner Music Philippines. Um disco de hip-hop com seis faixas, tem um estilo de composição pesada e dark, inspirado no hip-hop e no rock. Felip descreveu Complex como "uma brincadeira com os muitos significados da palavra complexo" e mais confiante e musicalmente experimental. Tem letras em inglês e cebuano. Os jornalistas descreveram o EP como autobiográfico e ousado. Em 10 de fevereiro, ele lançou o videoclipe da música de encerramento do EP "Straydogs", que foi filmado no Japão. Mais tarde, Felip fez apresentações ao vivo das músicas do EP chamadas "Superior Sessions Live".
Em 19 de maio, o SB19 lançou "Gento", o primeiro single de seu segundo EP Pagtatag!. A música foi um sucesso comercial, enquanto sua popularidade no TikTok ajudou a apresentar o SB19 aos espectadores em outros países. Pagtatag! foi lançado em 9 de junho e foi um sucesso. Naquele mês, a SB19 abandonou a ShowBT! e passou a administrar sua própria carreira, após fundar a empresa 1Z Entertainment. Em setembro, Felip se apresentou no Music Matters Live 2023 em Cingapura, marcando sua primeira apresentação solo em um festival internacional de música. Ele então fez um show solo em Clarke Quay.

## Estilo artístico

### Influências
Ken é fã de bandas de metal e rock como Slipknot, Korn, Metallica, FM Static, Sleeping with Sirens e Paramore. Ele também gosta de bandas de hip-hop e, devido à sua educação religiosa, bandas gospel. As inspirações de Ken para "Bulan" incluíram Post Malone, Lay Zhang, One Ok Rock e Jaden Smith. Ele foi influenciado por artistas de hip-hop como Al James, Kendrick Lamar, Travis Scott, Post Malone, Kid Cudi e Lil Uzi Vert em Complex. Seu artista K-pop favorito é RM, líder do grupo BTS. Ele também é fã de música R&B e do cantor Daniel Caesar.

### Estilo musical
Cada membro do SB19 tem um gosto musical diferente, então eles fazem uma mistura de seus respectivos estilos em suas músicas. Ele considera seu trabalho solo uma forma de explorar gêneros musicais diferentes do P-pop de sua banda, dizendo que suas canções como Felip são mais experimentais. Sua voz grave e profunda, antes um ponto de insegurança para ele, agora aparece fortemente tanto na música do SB19 quanto em seus projetos solo. No entanto, ele tem ampla tessitura, e costuma experimentar com texturas vocais. Ele considera seu gênero como "hip-hop metal rock", e também foi influenciado pelo R&B. Após o lançamento de Complex, o MC Galang do HipHopDX Asia escreveu que não havia "nenhum precedente definido" para estrelas pop na indústria musical filipina que conseguiram migrar para outro gênero, como Felip fez.
Felip, que fala cebuano, filipino e inglês, escolheu destacar a língua cebuana em Complex, porque o rap e os artistas de língua cebuana historicamente receberam menos atenção nas Filipinas.

## Imagem pública
Revistas filipinas como a Nylon Manila destacaram as escolhas de moda "experimentais" de Felipe, escrevendo que ele mistura roupas masculinas e femininas. Ele foi descrito como o membro mais reservado do SB19. Tanu I. Raj, da publicação NME, após entrevistar a banda, escreveu que "Ken continua sendo o pilar moderado e silencioso o tempo todo, falando apenas quando os outros o instigam e somente depois de olhar para eles com o canto do olho".

## Discografia

### Álbum
| Título | Detalhes do álbum | Posições de pico no gráfico |
| Título | Detalhes do álbum | Japão Quente                |
| ------ | --- | --------------------------- |
| 7sins  | - Lançado: 5 de julho de 2024 - Gravadora: Warner Music Filipinas Faixas 1. Foes 2. Envy 3. Wrath 4. Greed 5. Pride 6. Gluttony (feat. Playertwo) 7. Lust (feat. Cyra Gwynth) 8. Sloth 9. Ache | 25                          |